# Lider Prestij
Il Lider Prestij è un traghetto appartenente alla compagnia di navigazione turca Lider Line.

## Servizio
Varato nel giugno del 1992 nel cantiere navale Frisian Shipyard Welgelegen B.V. di Harlingen e consegnato nel novembre successivo alla Viamare di Navigazione, prende servizio nello stesso anno nei collegamenti tra Voltri e Termini Imerese.
Nel 1996 viene trasferito alla Tirrenia di Navigazione e prende servizio nei collegamenti tra Genova e Termini Imerese.
Da febbraio a novembre 2004 opera sotto le insegne dell'Adriatica di Navigazione nei collegamenti tra Genova e Palermo.
Nel 2006 prende servizio nei collegamenti tra Genova, Livorno, Cagliari e Napoli. Saltuariamente opera anche nei collegamenti tra Ravenna e Catania.
Il 18 luglio 2012 viene trasferito alla neonata Tirrenia CIN.
Nel gennaio del 2017, con l'acquisizione della Tirrenia - Compagnia Italiana di Navigazione da parte della Moby Lines, viene ribattezzato Beniamino Carnevale e trasferito nei collegamenti tra Livorno, Olbia e Cagliari, continuando tuttavia ad operare saltuariamente nei collegamenti tra Ravenna e Catania, con scalo finale a La Valletta.
Dal 2020 a fine 2021 viene impiegato nei collegamenti tra Livorno, Cagliari e Napoli.

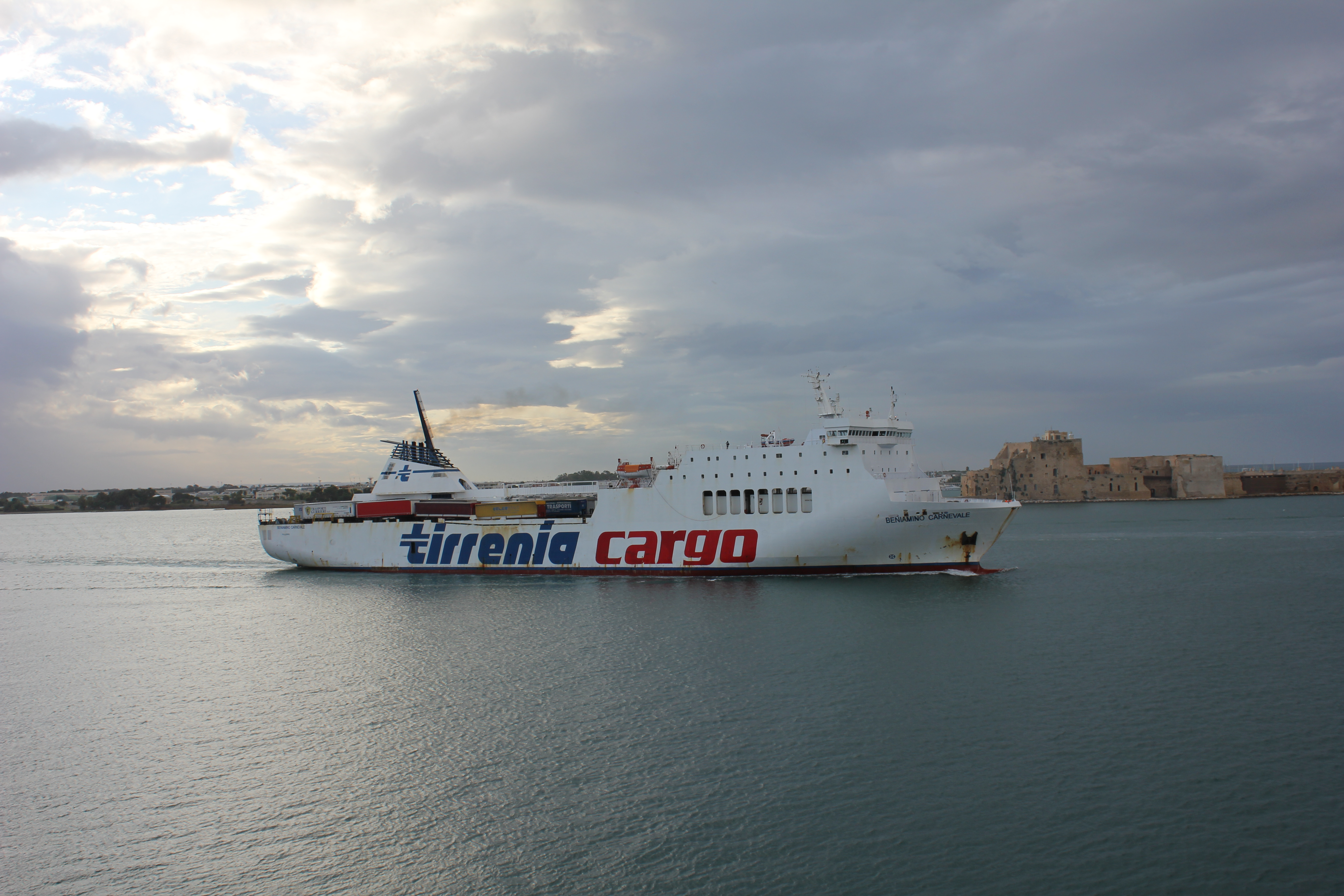
Il Beniamino Carnevale in partenza da Brindisi nel 2020.

Il 12 gennaio 2022, durante la navigazione da Napoli a Cagliari, scoppia un incendio nella sala macchine del traghetto, prontamente domato dall'equipaggio. Tuttavia, a causa degli ingenti danni, il traghetto ha la propulsione ed è stato rimorchiato ai cantieri navali Palumbo di Napoli.
Il 31 luglio 2023 viene messo in vendita all'asta con base d’asta fissata a 3,2 milioni di euro.      A conclusione dell'asta, il 4 ottobre 2023 ne viene annunciata la cessione per 3,25 milioni di euro alla turca Lider Line. Ribattezzato Lider Prestij, il 23 novembre salpa al traino del rimorchiatore Tedy da Napoli per Tuzla. Tuttavia, il 26 novembre si arena nei pressi di Rometta Marea in seguito alla rottura del cavo di traino del rimorchiatore a causa delle condizioni meteo avverse nei pressi di Stromboli.Il giorno successivo, dopo 12 ore di lavoro coordinato dalla Guardia costiera, il traghetto è stato liberato e trasferito a Milazzo. Successivamente alla messa in sicurezza, completa il trasferimento ad Istanbul.
Sottoposto ad intensi lavori di ristrutturazione, il 15 agosto 2025 salpa da Istanbul per Tuapse.

## Navi gemelle
- Dénia Ciudat Creativa
- Amal
- Galileusz
- Copernicus
- Marco Polo
- Drujba